# L'Autre Monde (film, 2010)
Pour les articles homonymes, voir Autre monde.
Pour plus de détails, voir Fiche technique et Distribution.
L'Autre monde est un film à suspense français réalisé par Gilles Marchand. D'abord projeté hors compétition au festival de Cannes 2010 (dans les séances de minuit), il est sorti en salles en France le 14 juillet 2010.

## Synopsis
Gaspard sort avec Marion et rencontre Audrey sur un jeu en réseau, Black Hole. Elle cherche un partenaire pour retrouver la Plage Noire.

## Fiche technique
- Titre : L'Autre Monde
- Réalisation : Gilles Marchand
- Scénario : Gilles Marchand et Dominik Moll
- Photographie : Céline Bozon
- Musique : M83
- Décors : Jérémie Sfez, Muriel Gilabert
- Coiffures : Frédérique Arguello
- Costumes : Georges Rossi Joana
- Son : Pierre Mertens, Gérard Hardy
- Montage : Nelly Quettier
- Production : Haut et Court et Versus Production
  - Producteurs délégués : Carole Scotta, Caroline Benjo, Simon Arnal-Szlovak, Barbara Letellier
  - Coproduction : France 2 Cinéma, RTBF et Fortis Film Fund
- Budget : 5 M€[1]
- Distribution initiale en salles en France : Haut et Court
- Format : couleur - 1,85:1 - 35 mm Kodak
- Pays de production :   France -  Belgique
- Langue : français
- Durée : 104 minutes (1 h 44)
- Genre : thriller
- Dates de sortie :
  - France : mai 2010 (Festival de Cannes) ; 14 juillet 2010 (en salles)
  - Belgique : 18 août 2010

## Distribution
- Grégoire Leprince-Ringuet : Gaspard
- Louise Bourgoin : Audrey
- Melvil Poupaud : Vincent
- Pauline Étienne : Marion
- Pierre Niney : Yann
- Ali Marhyar : Ludo
- Patrick Descamps : le père
- Swann Arlaud : Dragon